# Umberto Ammaturo
Umberto Ammaturo (nascido em 21 de maio de 1941), também conhecido como “O pazzo” (O louco), é um antigo criminoso italiano e membro da Camorra Napolitana, uma organização pertencente a máfia Italiana. Ele era especializado no tráfico de cocaína da América do Sul e, até a sua captura em maio de 1993, Ammaturo era integrante da lista de fugitivos mais procurados na Itália. 
Um mês depois da captura, este decidiu se tornar um pentito (testemunha do estado), um estado de queixa omertà relacionado ao código de silêncio. 

## Início da vida e início de carreira criminosa
Ammaturo nasceu em uma grande família napolitana. Seu pai dirigia uma vinícola que sofria com as dificuldades econômicas. Além disso, sua mãe morreu quando tinha apenas sete anos de idade, deixando seu pai cuidar de sete crianças pequenas. Malandro e inteligente, Umberto iniciou a vida no crime como uma criança de rua (guaglione). De um pequeno criminoso em meados da década de 1950, Amatturo evoluiu para um contrabandista de cigarros na década de 1960. Ele realizava seus contrabandos através de Santa Lucia, a área marítima de Nápoles.
Umberto estava fortemente ligado a Felice Malvento (seu irmão Antonio estava casado com Luisa Malvento), um traficante de cigarros com diversos contatos com mafiosos sicilianos, como Tommaso Buscetta. Sua primeira prisão acontece em 1962. Em 1965, o belo Ammaturo conhece Pupetta Maresca, uma ex-rainha de beleza que havia feito manchetes internacionais na década de 1950 ao matar o assassino de seu marido como forma de vingança, um chefe Camorra chamado Pasquale Simonetti. Após o ato, Maresca ganha muita simpatia entre os napolitanos, pois, entre eles, esta era uma ação comum. Maresca e Umberto tiveram filhos gêmeos algum tempo depois. 
“O pazzo” recebeu uma séria atenção policial quando foi detido novamente em 1972 em companhia de Nunzio Guida, líder da Camorra em Milão. Em 1974, ele foi pego contrabando de cocaína através da bolsa diplomática do cônsul do Panamá com Aniello Nuvoletta. 
Dois anos depois, Umberto descobre-se com câncer e é enviado para um hospital, do qual escaparia dias depois. 

## Camorra x Cutolo
Durante a guerra ocorrida em 1980-1983 entre a Nuova Camorra Organizzata (NCO), liderada por Raffaele Cutolo e a Nuova Famiglia (NF) liderada por Carmine Alfieri, Ammaturo e Maresca se uniram à NF (em particular com Antonio Bardellino do clã Casalesi), contra o NCO da Cutolo. Bardellino e Ammaturo participaram de muitos assassinatos de membros do NCO.
Em 1982, Ammaturo e Maresca foram presos e acusados de matar o psiquiatra forense que tinha ajudado Aldo Semerari Ammann em anos anteriores a escapar da prisão, fingindo insanidade. Ammaturo conseguiu escapar para a África e depois para a América do Sul, enquanto Maresca permaneceu na Itália para enfrentar as acusações. Ela pegaria quatro anos de prisão entre 1982 e 1986 antes que ela e Ammaturo fossem absolvidos em recurso em 1989 por falta de provas. Ammaturo confessou o assassinato quando ele decidiu se tornar um testemunho estadual em junho de 1993.
Em 1982, Ammaturo e Maresca são presos e acusados de matar o psiquiatra forense Aldo Semerari, o qual havia ajudado Ammaturo a escapar da prisão em anos anteriores,fingindo insanidade. Ammaturo consegue fugir para a África e depois para a América do Sul, enquanto Maresca permanece na Itália para enfrentar as acusações. Ela pegaria quatro anos de prisão (1982 e 1986) e, antes que ela e Ammaturo fossem absolvidos em recurso em 1989 por falta de provas, o marido inicia a confissão do assassinato, decidindo-se tornar-se um testemunhante estadual em junho de 1993.
Enquanto estava em liberdade e com uma nova identidade em troca de seus testemunhos, ele admitiu matar Semerari e decapitá-lo, em uma rara entrevista para o jornal La Repubblica em maio de 2010. 
Foi explicado que, em troca de apoio financeiro, Semerari ofereceu avaliações psiquiátricas a membros de diversas organizações criminosas, principalmente a Camorra e Banda della Magliana. O psiquiatra havia feito acordos com o NCO de Raffaele Cutolo, bem como com a NF. Ammaturo considerou-o um traidor e que este iria aliar-se com o inimigo durante a guerra criminal.  

## Barão da cocaína
Ao contrário dos chefes convencionais da Camorra, Ammaturo permaneceu solitário. Ele não possuía um território específico, nenhuma família criminal e se especializava inteiramente no tráfico de cocaína, sempre com Bardellino. O comércio de drogas deu-lhe riqueza e poder, embora ele não possuísse controle social e até mesmo menos influência na política na Itália
Na década de 80, Ammaturo estabeleceu um monopólio virtual no tráfico de cocaína para a Itália (partindo do Peru), onde foi beneficiado pela proteção e colusão de personalidades importantes. Seu sucesso particular foi resultado de sua inovação para criar um sistema triangular de contrabando de cocaína envolvendo vários países africanos como postagens, em vez de apenas usar o tradicional eixo sul-americano-europeu. Ele diversificou seus interesses em uma escala global, comprando um centro turístico no Senegal através de uma conta bancária na suíça. De acordo com a DEA, devido a suas atividades de tráfico, Ammaturo foi um dos principais financiadores do movimento de guerrilha do Sendero Luminoso no Peru.
Em 1987, Ammaturo foge da prisão pela terceira vez e muda-se para a América do Sul, onde é preso novamente, em Governador Valadares. Enquanto passa três meses na penitenciária aguardando a extradição, Ammaturo escapa após o pagamento de cerca de USD 100.000 em subornos.
Em março de 1992, nove de seus comparsas são presos após a descoberta de 10 kg de cocaína que haviam chego da Colômbia. A cocaína estava embebida em roupas que eram então manchadas de solventes para distrair os cães farejadores; as roupas seriam então tratadas em Castellamare di Stabia e a cocaína reconstituída. Uma operação de contrabando de drogas de uma escala ainda maior foi descoberta em julho de 1992, envolvendo a importação de 300 kg de cocaína da Colômbia vindas do Peru.

## Prisão e arrependimento
Ammaturo muda-se para o Peru, onde é detido novamente em 3 de maio de 1993, em Lima (Peru) e extraditado para a Itália. Em junho de 1993, ele decide colaborar com a justiça italiana, tornando-se um pentito, rompendo o omertà (código de silêncio). Como forma de retaliação, seu irmão Antônio é morto. Seu depoimento resultou em cerca de 40 prisões em maio de 1994, entre elas as de Michele Zaza e Luigi Giuliano.
Ele entrou no programa de proteção a testemunhas e, como proteção, foi fornecido a este uma nova identidade. 
Todas suas propriedades e bens foram apreendidos.